# Элеонора Чибо-Маласпина
Элеонора Чи́бо-Маласпи́на (итал. Eleonora Cybo-Malaspina; 1 / 10 марта 1523 года, Масса, Маркграфство Масса и Каррара  — 22 февраля 1594 года, Флоренция, Великое герцогство Тосканское) — принцесса из дома Чибо-Маласпина; дочь графа Ферентилло Лоренцо Чибо, который также носил титулы маркграфа Массы и сеньора Каррары. В первом браке жена графа Джованни Луиджи Фиески; в замужестве — графиня Лаваньи. Во втором браке жена кондотьера Кьяппино Вителли; в замужестве — маркиза Четоны.
По мнению современников, она была эрудированной женщиной высокой культуры. Ею были написаны несколько сонетов, которые в настоящее время считаются утраченными.

## Семья и ранние годы
Родилась в городе Масса 1 или 10 марта 1523 года. Она была дочерью графа Ферентилло Лоренцо Чибо и маркграфини Массы и сеньоры Каррары из дома Маласпина Риччарды Маласпина. По отцовской линии приходилась внучкой герцогу Сполето из дома Чибо Фраческетто Чибо, бастарду римского папы Иннокентия VIII, и аристократке из дома Медичи Маддалене Медичи, дочери правителя Флоренции Лоренцо Великолепного. По материнской линии была внучкой маркграфа Массы и сеньора Каррары Антонио Альберико II Маласпины и маркграфини из Санмартинской ветви дома Эсте Лукреции д’Эсте, дочери маркграфа Сан-Мартино-ин-Рио Сиджизмондо I.
С раннего детства Элеонора была свидетельницей конфликтов внутри семьи. Враждебность матери к отцу была причиной её неприязненного отношения к их детям. В 1535 году Элеонору поместили в монастырь Мурате во Флоренции, посвящённый Благовещению, где образованием принцессы занималась её тётка Катерина Чибо.

## Первый брак
Между родителями Элеоноры не было согласия и по поводу кандидата в супруги дочери. Отец желал выдать её замуж за Джанлуиджи Фиески, представителя генуэзского дворянского рода. Однако этому союзу препятствовал Андреа Дориа, который не хотел укрепления своего политического противника через брак с принцессой из дома маркграфов Массы и сеньоров Каррары. Мать также была против этого брака. Она желала выдать дочь замуж за графа Санта-Фьора Сфорца I Асканио Сфорца или графа Перлеца, племянника кардинала Агостино Тривульцио, заручившись поддержкой герцога Феррары, Модены и Реджо Эрколе II д’Эсте. Риччарда Маласпина была готова выдать дочь за сына своего любовника, посла испанского короля при Святом Престоле маркиза де Агилара, который, однако, запросил большое приданое. Последнее, вместо отца Элеоноры, давал за ней дядя по отцовской линии, кардинал Инноченцо Чибо. 
Лоренцо Чибо добился того, чтобы выбор пал на его кандидата. Предварительное брачное соглашение с домом Фиески было подписано 27 июня 1539 года и подтверждено 16 ноября 1541 года. Посредником в матримониальных переговорах выступал граф Витальяно Висконти-Борромео, родственник семьи Маласпина, с помощью которого стороны преодолели все противоречия. Элеонора, которой не нравилась жизнь в монастыре, попросила дядю-кардинала ускорить переговорный процесс. 15 сентября 1542 года в Милане стороны подписали окончательное брачное соглашение. Месяцем ранее был установлен размер приданого невесты в тридцать шесть тысяч золотых скудо, часть выплачивалась сразу в день бракосочетания, а часть позднее в форме ежегодной выплаты в размере тысячи ста пятидесяти скудо из доходов аббатства Моримондо, почётным настоятелем которого был дядя-кардинал невесты.
Принцессу перевезли из монастыря во Флоренции в Пизу, а оттуда в Каррару, где 30 января 1543 года был заключён брак по доверенности Элеоноры Чибо с графом Лаваньи Джанлуиджи Фиески (1522 — 2 января 1547). За невестой из Генуи прибыл кортеж из двух галер под командованием Джаннеттино Дориа, на одной из которых она отбыла к мужу. По одной из версий, во время пути Джанеттино безнадёжно влюбился в Элеонору, согласно другой — симпатия была взаимной. Это обстоятельство, наряду с экономическими и политическими противоречиями между домами Дориа и Фиески, стало одной из причин заговора, организованного мужем Элеоноры в ночь со 2 на 3 января 1547 года. Супруг сообщил ей о заговоре, направляясь к его осуществлению. Джаннеттино Дориа был убит в стычке, а сам Джанлуиджи Фиески погиб, упав во время стычки в море. Элеонора бежала из дворца Фиески во Вьолато и укрылась у невестки Анджелы Катерины Фиески в монастыре Святого Леонарда. Её брак был бездетным. Между ней и покойным супругом не был заключён брачный договор. Весь февраль она безуспешно пыталась вернуть своё приданое. Через тридцать лет деверь Элеоноры добился передачи ему имущества покойного брата. 
В марте 1547 года молодая вдова покинула Геную. В Леричи её встретил дядя-кардинал и проводил в Пизу, откуда она переехала к отцу в Аньяно. В мае Элеонора прибыла во Флоренцию, где снова была заперта родственниками в монастыре Мурате.

## Второй брак и поздние годы
Не согласная со своим заточением в монастыре, Элеонора попросила помощи у великого герцога Тосканы Козимо I, который принял участие в судьбе вдовствующей графини. Спустя год великий герцог предложил её в жёны маркграфу и графу Сан-Секондо Троило II де Росси, а после своему доверенному человеку Джанлуиджи Вителли (1519 — июль 1575), известному кондотьеру, носившему прозвище «Кьяппино», что на тосканском диалекте означает «медведь». Элеонора согласилась с кандидатурой жениха, несмотря на то, что тот имел очень некрасивую внешность. Однако родственники вдовствующей графини не одобрили её стремление снова сочетаться браком. Они предприняли несколько безуспешных попыток уговорить Элеонору приехать в Массу.
В октябре 1548 года принцесса сообщила дяде-кардиналу, что скоро выйдет замуж и покинет монастырь, чем спровоцировала усиление давления на неё со стороны семьи. В ноябре того же года Кьяппино Вителли объявил об их свадьбе. Несмотря на жалобы великому герцогу родственников Элеоноры, 10 октября 1549 года было подписано брачное соглашение, в котором приданое невесты составило двадцать шесть тысяч скудо, которые она получила от семьи покойного мужа, а дядя-кардинал согласился поэтапно выплатить оставшуюся часть приданого до итоговой суммы в тридцать шесть тысяч скудо. 
Супружеская жизнь Элеоноры в новом браке была фактически номинальной, потому что муж почти всегда находился вдали от дома, участвуя в военных походах. Во время его отсутствия она жила в монастыре Мурате. Второй брак Элеоноры тоже оказался бездетным. В 1575 году она снова овдовела и поселилась в монастыре Мурате, договорившись о праве три раза в год выходить за стены обители. Вдовствующая маркиза смогла получить небольшое наследство, оспорив его у узаконенного бастарда второго мужа. Последние годы Элеонора прожила в благочестии, совершенствуя собственные знания. Она приняла на себя заботы об одной из своих племянниц, которой подарила три тысячи дукатов для приданого при поступлении в монастырь. Умерла 22 февраля 1594 года во Флоренции и была похоронена в церкви монастыря Мурате. Элеонору погребли рядом с гробницей её тётки, Катерины Чибо.
По свидетельству историка и писателя Франческо Саверио Квадрио принцесса была талантливой поэтессой. Однако при жизни Элеоноры Чибо за её авторством в 1573 году в Турине был опубликован единственный сонет, вместе со стихами поэта-францисканца Фаустино Тассо. Современники считали принцессу эрудированной женщиной высокой культуры, обладавшей сильным характером. Она общалась со многими деятелями культуры своего времени. Поэт Бернардо Каппелло в одном из своих стихотворений назвал Элеонору «небесным светилом». Гуманист Лодовико Доменики посвятил ей перевод с латыни «Книги о благодати и свободной воле святого Августина, епископа Гиппона, Валентину и бывшим с ним монахам», который был издан в 1563 году. Другой гуманист Джузеппе Бетусси в 1577 году издал тракт о любви «Леонора», в котором назвал Элеонору «украшением женского пола и образцом совершенной красоты». Не только мужчины, но и женщины восхищались умом и красотой принцессы. Поэтесса Лаура Баттиферри посвятила ей ряд сонетов, в одном из которых, обращаясь к Элеоноре, она называет её «истинным образцом целомудренной красоты и ярким лучом редкой добродетели, женщиной, которая в этом слепом человеческом путешествии показывает высокий путь небес».
В собраниях исторического музея Палаццо Фалсон во Мдине на Мальте хранится прижизненный портрет Элеоноры Чибо кисти неизвестного художника Флорентийской школы живописи, датируемый между концом XVI и самым началом XVII века.